# Bell Télé
Bell Télé, connue avant le 8 août 2008 comme Bell ExpressVu, est une société de diffusion de radio et de télévision par satellite couvrant le Canada. Créée en décembre 1994, elle est issue d'un partenariat entre Bell Canada, Cancom et Western International Communications. Bell Télé est actuellement, comme son nom l'indique, propriété à 100 % de Bell Canada.
Pour l'instant, Bell Télé est le fournisseur par satellite qui offre le plus de canaux haute définition au Canada.
Exclusivement, le 27 juillet 2010, Bell Télé est la première compagnie de satellite canadienne à offrir un canal diffusant du contenu en HD 3D (Vu 3D) canal 1933 et depuis le 20 novembre il y a un 2e canal HD 3D: canal 1603

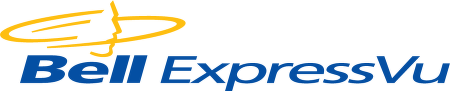
Ancien logo de Bell ExpressVu